# Вилхелм (Арнсберг)
Вилхелм фон Арнсберг (на немски: Wilhelm von Arnsberg; * ок. 1277; † 1338) от Дом Куик е от 1313 до 1338 г. граф на Графство Арнсберг.
Той е син на граф Лудвиг фон Арнсберг († 1313) и съпругата му Петронела фон Юлих († 1300), дъщеря на граф Вилхелм IV фон Юлих и съпругата му Рихардис от Гелдерн. Внук е на граф Готфрид III († 1282) и правнук на граф Готфрид II († 1235).
Вилхелм помага в изборите за император на Лудвиг IV, който побеждава. Вилхелм по това време често е в дворцовия лагер на императора. От благодарност той получава територии.
Вилхелм умира през 1338 г. след почти двадесетипет годишно регентство. За извършител на тестамента си той определя своя брат Готфрид, епископът на Оснабрюк.

## Фамилия
Вилхелм фон Арнсберг се жени през 1296 г. за роднината си графиня Беатрикс фон Ритберг (* ок. 1280; † 13 юни 1328/30), дъщеря на граф Конрад II фон Ритберг. Те имат седем деца:
- Готфрид IV († 21 февруари 1371), последният граф на Арнсберг (1338 – 1368), женен пр. 19 юли 1340 г. за Анна фон Клеве († 1378), дъщеря на граф Дитрих VI фон Клеве
- Вилхелм (* ок. 1327; † сл. 15 април 1344), приор в манастир Мешеде (1313 – 1326), домхер в Мюнстер (1326)
- Конрад (* ок. 1327; † сл. 25 февруари 1342), каноник на Св. Мариен в Аахен (1326), домхер на Св. Петър в Оснабрюк (1326 – 1342)
- Мехтилд († сл. 1381), монахиня в Оелингхаузен (1321 – 1329), абатиса на Бьодекен
- Аделхайд († сл. 1369), каноничка в Кьолн
- Юта († сл. 1334), абатиса в манастир Фрьонденберг (1334 – 1344)
- Пиоронета († сл. 1366), абатиса в Св. Урсула в Кьолн (1338 – 1366)

Вилхелм има извънбрачен син.
- Валрам, каноник в Мариенграден в Кьолн и дехант в Цюлпих.[3]